# Гипокинезия
Гипокинезия (греч. ὑπό — снизу, под; κίνησις — движение) — состояние недостаточной двигательной активности организма с ограничением темпа и объёма движений. Гипокинезия возможна на фоне неврологических и психических расстройств, например, паркинсонизма и других экстрапирамидных синдромов, депрессивном, кататоническом и апатическом ступоре. В бытовом, ненаучном понимании, гипокинезия – синоним сидячей работы и малоподвижного образа жизни.

## Типы гипокинезии при болезни Паркинсона
Японский нейрохирург Хиротаро Нарабайаши выявил три типа гипокинезии (акинезии), возникающих при болезни Паркинсона: первичную (сохраняется после односторонней таламотомии), вторичную (обычно является следствием ригидности и устраняется при таламотомии) и психомоторную (сопровождается застываниями, депрессией, обычно встречается на поздней стадии болезни Паркинсона и лечению не поддаётся).

## Патофизиология и причины[4]
Гипокинезия возникает в результате нарушения функций центральной нервной системы, особенно структур, отвечающих за контроль и координацию движений, таких как базальные ганглии. Основными причинами гипокинезии являются:
- Неврологические заболевания: Паркинсонизм, болезнь Паркинсона, мультисистемная атрофия.
- Психиатрические расстройства: Шизофрения, депрессия.
- Медикаментозные эффекты: Побочные действия антипсихотических препаратов.
- Другие причины: Травмы мозга, инфекции, воздействие токсинов.